# إيفان مارتين نونيز
إيفان مارتين نونيز (بالإسبانية: Iván Martín Núñez)‏ هو لاعب كرة قدم إسباني، ولد في 14 فبراير 1999 في بلباو في إسبانيا. لعب مع نادي فياريال.

## وصلات خارجية
- إيفان مارتين نونيز على موقع الاتحاد الأوربي (الإنجليزية)
- إيفان مارتين نونيز على موقع قاعدة بيانات كرة القدم.إي يو (الإنجليزية)
- إيفان مارتين نونيز على موقع Soccerway.com (الإنجليزية)
- إيفان مارتين نونيز على موقع عالم كرة القدم.نت (الإنجليزية)